# 大眼烟管鳚
大眼煙管鳚（學名：Chaenopsis megalops），為輻鰭魚綱鳚形目煙管鳚科煙管鳚屬的一種，分布於中西大西洋哥倫比亞海域，深度可達72公尺，本魚體細長，頭長，頭上沒有捲鬚，吻部長而尖，下頜尖端突出，每隻眼睛後緣上方有1個孔，兩眼之間有1個中央孔，尾鰭圓形，與背鰭、臀鰭相連，胸鰭後方有九對雙斑，嘴角上方、眼下緣水平處有一個黑色橢圓形斑點，雄魚在背鰭第二、三硬棘之間有一個小眼斑，體長可達10.2公分，棲息在沙底質水域，通常躲在蠕蟲空巢穴，雌魚產附著性卵，由雄魚守護魚卵，生活習性不明。